# Українська лютеранська церква
Украї́нська лютера́нська це́рква — національна лютеранська церква України. Одна з основних лютеранських деномінацій України. Є членом Конфесійної лютеранської конференції. Найбільші парафії (100–170 осіб) знаходяться у Києві, Тернополі, Кременці, Херсоні та Севастополі. З 2000 року очолює єпископ УЛЦ В'ячеслав Горпинчук.

## Історія

### Україна в період Реформації
Україна на XVI століття вже належала до європейського політичного, культурного та релігійного контексту. Позитивним фактом церковної і національної історії було відродження Київської митрополії 1458 року, що активізувало духовне життя українського народу, і стримало духовну експансію в українські землі Московського православ'я. На той час досить священиків мали хороші відношення з Європою. Реформація в Німеччині дуже сильно вплинула на Польську церкву, а через неї і на українську. Було відмічено декілька випадків переходу в лютеранство шляхтичів, а вже вони переводили в лютеранство своїх селян. За таким прикладом діяли лютеранські громади на території Берестейщини. Чимале поширення крім населених пунктів, де жили німецькі колоністи, лютеранство мало також в Закарпатті, але знову ж таки, очевидно, що в лютеранство переходили в основному римо-католицькі священники та парафії, також як і ті шляхтичі українського походження, що перейшли в лоно Західної церкви. До таких, очевидно, і належали два з найцікавіших представників — Станіслав Оріховський і Мартін Кровицький.
Станіслав Оріховський навчався у Віттенберзі і жив безпосередньо в будинку доктора Мартіна Лютера, був другом автора Аугсбурзького сповідання — Філіппа Меланхтона, стає прихильником одруження священників і виступає проти першості папи. Згодом Станіслав Оріховський залишив лютеранство і став його противником. 
Доля Мартіна Кровицького склалася неінакше. Ярий учень Меланхтона, будучи ксьондзом у Вишні на одному з зібрань єпархії виступив проти зловживань католицької церкви, щодо захисту статей IX — про Хрещення, X — про Таїнство Причастя, XXIII — Критика целібату Аугсбурзького сповідання. На жаль Мартін Кровицький відійшов від лютеранства. 
Згодом в Україні з'явилося багато лютеранських громад. Лютеранські церкви були особливо численні в Галичині, на Побужжі, на Волині, на Поділлі, на Брацлавщині й Київщині. Можливо, завдяки їх впливу, і в православ'ї починала панувати рідна українська мова. Активно обговорювалася можливість (на основі основних статей віри) церковної унії між православними і протестантами, одним з ініціатором якої був князь Костянтин Острозький. Церковний союз не вдався через спротив вищого православного духовенства, яке потім, як свідчать чимало провідних українських істориків, також знехтував інтересами свого народу, опинившись під впливом зростаючої католицької реакції. Католицький рух, який підтримувався тодішньою владою причинився не лише до майже повного зникнення лютеранства з карти України, але і до значного занепаду цілого духовного життя нашого краю. Про це ми можемо дізнатися читаючи Грушевського, так і митрополита УАПЦ в Канаді Іларіона (в миру Івана Огієнка) у виданій книзі «Українська церква». І хоча лютеранська Реформація не мала широкого розповсюдження в Україні, її наслідки для церковного, громадського і майбутнього державного життя для краю важко переоцінити. На користь заслуг Реформації перед Україною особливо висловився Митрополит УАПЦ в Канаді, відомий історик української церкви Митрополит Іларіон:
|  | Наслідки реформаційного руху в Україні були ті ж, що в Європі і Польщі. Сильно прокинувся загальний інтерес до церковних справ не тільки серед української шляхти, але також і серед міщанства, вони стали тепер дуже близькі до цих справ. Але найголовніша ідея, яку скріпила і реалізувала Реформація, була та сама, яку ми бачимо в Європі, в Чехії і в Польщі, - це переклади Св. Письма на живу народну мову, а також вживання народної мови в богослужінні ... |

Митрополит Іларіон також згадує про Пересопницьке Євангеліє, яке було перекладено з лютеранського Євангелія Секлюціана.

## Міжвоєнна пора
Українська Реформація, хоча і веде свій відлік ще з XVI століття, однак дійсно український національний характер у неї з'явився тільки на початку ХХ століття. Українська Лютеранська Церква організаційно виникла в Україні 1926 р. (Українська євангельська церква Аугзбурзького віросповідання) і діяла на заходу України до 1939 р. На той час вона налічувала 25 громад, чимало місій. Очолював УЛЦ пастир Теодор Ярчук. У Станіславові (суч. Івано-Франківськ) діяла семінарія і видавництво з друкарнею; виходили часописи «Стяг», «Прозри», «Новий світ». До УЛЦ належало за різними даними від 10 до 20 тисяч вірних. Як зазначають лютерани, вони не вживали в богослужіннях лютеранський переогляд латинської меси, але натомість, використовували лютеранський переогляд Божественної Літургії Святого Івана Золотоустого, що відображало їхню спадщину візантійського обряду.
Український національний характер церкви було обумовлено декількома причинами:
1) Тривала стагнація церковного життя була безперечно викликана рідкісним вживанням в церкви Слова Божого і байдужістю духовенства до духовних запитів свого народу, також як і корупція всередині самих українських церквах. Так, серед зубожілого в результаті Першої світової війни і невдалої революції в українського населення Галичини часто навіть не вистачало коштів на такі вкрай важливі потреби, як похорон. Подібне було і з хрещенням, шлюбом і іншими необхідними частинами доброчесного християнського життя.
2) Латинізація греко-католицької церкви була викликана спробами уніфікувати служіння і римо-католицької і греко-католицької церквах, щоб, очевидно в майбутньому всі основні відмінності між ними зникли. На території Станіслава діяв єпископ Хомишин, який дуже ревно ставився до процесу переходу УГКЦ на латину, і незабаром в містах і селах Галичини, де була єпархія єпископа Хомишина зазвучала латина, якої не розуміли ні міщани, ні селяни, ні часто самі священники. Фактично, це був важкий удар для духовності українського народу, серед якого Слово Боже і так не було в дуже широкому вжитку, і з яким було завдано болючого удару під час втрати своєї державності. Такими діями УГКЦ почала втрачати ознаки національної церкви, а перетворювалася в церкву чужу, незрозумілу народу.
3) Втрата української державності після поразки української визвольної революції 1917–1920 рр викликала «бродіння» в думках і душах багатьох синів і дочок українського народу. Багато (в тому числі і колишній голова Центральної Ради УНР Михайло Грушевський) схилялися до думки про необхідність церковного, духовного оновлення українського народу через Українську реформацію. Так, захищаючи Українську реформацію один з проповідників УЛЦ в 30-х роках, пастир Юхим Фолюшняк так писав про церкву:
|  | Вважаємо, що самотньою Церквою, яка буде відповідати повністю духовним потребам і життєвим інтересам української нації, є лише Соборна Церква на основі Євангелічно-Аугсбургского віросповідання, тому що вона шанує національні ідеали і є незалежною від Москви або інших Римів ... Будучи рідною і нероздільною частиною української душі, церква відчуває всі болі і образи народу, його потреби ... може дати українській нації великі духовні користі, тому народ позбудеться тоді духовного рабства і дійде до великого розквіту і розвитку, так само, як дійшли до того інші великі народи. |

4) Активна місіонерська діяльність суперінтенданта, доктора Цеклера, який мав чітку конфесійну лютеранську позицію, надзвичайно сприяла виникненню, а згодом і бурхливому розвитку українського конфесійного лютеранства. Початок українському лютеранському рухові було покладено і доктор Цеклер докладав усіх зусиль, щоб він не вмер, а поширювався серед українського народу.
На території Галичини, яка перебувала під владою Польщі, в 1930 році група греко-католицьких і православних священиків провела реформу своїх громад в дусі лютеранства і створила Українську Євангельську церкву Ауґсбурґського віросповідання («Лютеранський комітет євангельського руху серед українців»). Церква зуміла зберегти і розвинути східний український обряд (на основі літургії Іоанна Златоуста), при цьому перебуваючи в догматичних рамках Ауґсбурзького сповідання. Центр церкви знаходився в Станіславі (Івано-Франківську). Найважливішим засновником і місіонером церкви був пастор Теодор Ярчук (розстріляний НКВД в 1941). Він зокрема писав у журналі «Прозри!» в 1931 році: 
|  | Ми є українські євангелики. Любимо наш народ український і звичаї наших предків. Ми прагнемо до духовної реформації українського народу на основі Правди Божественної Євангелії. Ми дивимося на геніїв українського народу Григорія Сковороду, Павла Куліша, Тараса Шевченка. |

Було створено 9 громад. Громади були в Станіславі, Микитинці, Крехівцях, Луцьку, Старих Богородчанах, Камінної, Зарваниці, Антонівці, Узбережжя і в багатьох інших містах і селах. Будувалися церкви, діяли недільні школи, видавництво.
Після приєднання Західної України до СРСР в 1939 Церква була знищена (до того моменту вона налічувала близько 10 тисяч віруючих). Пастир Михайло Гільтайчук зумів емігрувати в США, вивізши з собою декілька віросповідальних книг і мріючи коли-небудь повернутися в Україну і відродити церкву. Однак він помер в еміграції. Але незадовго до смерті передав своє благословення представникам місійного товариства «Думки про віру». Залишки церкви збереглися тільки в еміграції, де її лідером був пастор Михайло Тимчук, який переїхав в США і благословив створення місіонерського братства в 1979 році, яке зберегло церковну традицію. Відродження церкви почалося на початку 90-х, коли в Україну приїхав з США пастор Ярослав Шепелявець (поставлений пастором Вісконсінським синодом), який розвинув активну діяльність.

## Радянські часи
Трагедією для Церкви виявився 1939 рік, коли проповідники українського лютеранства були арештовані і знищені НКВС, література конфіскована, церковні будівлі і майно було націоналізоване, багато прихожан знищено у в'язницях і концтаборах. Пастир Михайло Гильтайчук зумів емігрувати в США, вивізши з собою декілька богослужбових книг і мріючи коли-небудь повернутися в Україну і відродити церкву. Проте він помер в еміграції. Але незадовго до смерті передав своє благословення представникам місіонерського товариства «Думки про віру».
1979 р. пастир Ярослав Шепелявець (невдовзі єпископ УЛЦ) розпочав діяльність за відродження лютеранства в Україні; з цією метою засновано місію «Думки про віру».

## Єпископи Церкви
- Глава УЄЦАС:
  - Іларіон Шебець (1928-1945)
- Єпископ УЛЦ:
  - Ярослав Шепелявець (1996-2000)
  - В'ячеслав Горпинчук (з 2000 року)

## Незалежність України
Після проголошення Незалежності України громади УЛЦ засновуються в Києві, Тернополі, Кременці, Запоріжжі, Севастополі, Сімферополі та інших населених пунктах.
УЛЦ  дотримується східного обряду – моляться за Літургією св. Івана Золотоустого. Правиться Літургія не в повному обсязі – вона дещо підкорегована Теодором Ярчуком, одним з перших лютеранських пастирів в Україні. З богослужіння видалені певні частини – молитви, які стосуються заступництва до святих, Діви Марії. Також, згідно із східним обрядом, використовуються образи і розп’яття на престолі. Тобто, УЛЦ, щоб не впроваджувати чогось нового в релігійне життя українців, вирішила взяти те, що не заборонене Біблією для вживання і традиційно використовувалось на наших землях. Не практикується відкрите Причастя – причасниками можуть бути лише вірні Української Лютеранської Церкви або вірні громад, що є у спільноті з УЛЦ, котрі пройшли навчання Катехизису і були Конфірмовані, тобто підтвердили свою віру.
Українська Лютеранська Церква належить до так званої консервативної гілки – не підтримує новацій у релігійному житті, зокрема, висвячення жінок.
Керівним органом УЛЦ є Собор, який скликається, як правило, раз на чотири роки. У період між Соборами діють Синоди. На місцях діють громади або місійні станиці. Основним навчальним закладом, який готує магістрів богослов'я, є Українська Лютеранська Богословська Семінарія Святої Софії, яка діє в м. Тернополі.
УЛЦ видає газету «Стяг», журнали «Добра Звістка». Церква провадить активну місійну діяльність широкого спектра робіт: допомагає навчальним і медичним закладам, роздає потребуючим гуманітарну допомогу, співпрацює з міжнародними організаціями допомоги.
На Соборі в Києві 25–27 серпня 2000 р. головою єпископату УЛЦ обраний єпископ Горпинчук В'ячеслав Володимирович.

### Календар
16 грудня 2017 року Українська лютеранська церква перейшла на новоюліанський календар з 2018 церковного року, що було першим випадком в Україні.

## Міжцерковні контакти
Українська лютеранська церква є членом Всеукраїнської Ради Церков. Як член цієї Ради і в знак поваги до віри греко-католиків і римо-католиків, Українська лютеранська церква виступила на підтримку візиту Папи Римського Івана Павла II в Україну. 24 червня 2001 року Єпископ УЛЦ В. Горпинчук мав зустріч у складі представників ВУРЦ з Главою католицької церкви під час його візиту в Україну.

## Ресурси тенет
- Офіційний сайт УЛЦ [Архівовано 24 червня 2016 у Wayback Machine.]
- Українське лютеранство [Архівовано 5 березня 2016 у Wayback Machine.]
- Про Українську Лютеранську Церкву [Архівовано 6 серпня 2016 у Wayback Machine.]
- Проповіді пастора Тараса Коковського [Архівовано 5 березня 2016 у Wayback Machine.]
- Каплиця Св. Марка у Києві
- ЛЮТЕРАНСЬКІ ГРОМАДИ ЛЬВОВА: ЄДНІСТЬ У РІЗНОМАНІТТІ [Архівовано 26 листопада 2016 у Wayback Machine.]